# Косьма II Неаполитанский
Косьма II Неаполитанский (лат. Cosmas II, итал. Cosma II; умер в 748 или 749) — епископ Неаполя (746/747—748/749); святой, почитаемый в Римско-католической церкви (день памяти — 16 августа).

## Биография
Основной исторический источник о святом Косьме II Неаполитанском — написанная на рубеже VIII—IX веков анонимным автором первая часть «Деяний неаполитанских епископов».
О происхождении и ранних годах жизни Косьмы II сведений не сохранилось. Он взошёл на епископскую кафедру Неаполя после скончавшегося в 746 году Сергия I. Его кандидатура была предложена папой римским Захарием и одобрена византийским императором Константином V. Предполагается, что интронизация нового главы Неаполитанской епархии могла состояться в 747 году.
Косьма II управлял Неаполитанской епархией только два года, два месяца и шесть дней. Его смерть датируется 748 или 749 годом. Преемником Косьмы II в епископском сане был святой Кальв.
Уже вскоре после смерти Косьма II стал почитаться неаполитанцами как святой. Об этом свидетельствует упоминание его имени в мартирологе IX века, автор которого использовал ещё более ранние церковные источники. День памяти святого Косьмы II Неаполитанского отмечается 16 августа.